# 臺中市北屯區松竹國民小學
臺中市北屯區松竹國民小學（簡稱松竹國小）為台中市北屯區的一間國民小學。

## 歷史
- 1904年：埧雅公學校（今大雅國小）於北屯文昌廟成立「四張犁分教場」。
- 1913年：遷址於三份埔（今松竹國小校址），獨立設校為「三份埔公學校」。
- 1921年：改校名為「北屯公學校」。
- 1929年：設北屯分教場（今北屯國小） 。
- 1933年：設立四張犁分教場（今四張犁國小） 。
- 1940年：拆除三份埔木造教室，遷於北屯及四張犁兩分教場。
- 1956年：籌設分班，成立為「臺中市四民國民學校（今四張犁國小）松竹分班」。
- 1961年：奉准獨立為「臺中市北屯區松竹國民學校」。
- 1968年：改名「臺中市北屯區松竹國民小學」。
- 2018年: 至今
- 2023年：120週年

## 交通
臺中市公車
- 台中客運：14
- 豐榮客運：127

## 外部連結
- 臺中市北屯區松竹國民小學 （页面存档备份，存于）
- 台中市北屯區松竹國小的Facebook專頁